# Акмольський сільський округ
Акмо́льський сільський округ (каз. Ақмол ауылдық округі, рос. Акмольский сельский округ) — адміністративна одиниця у складі Цілиноградського району Акмолинської області Казахстану. Адміністративний центр — село Акмол.
Населення — 13851 особа (2021; 6143 у 2009, 5180 у 1999, 5657 у 1989).
Станом на 1989 рік існували Ільїнівська сільська рада (села Жанажол, Ільїнка, Соцказахстан) та Малиновська сільська рада (села Малиновка, Родіоновка). 1993 року ці сільради утворили Малиновський сільський округ. 2000 року зі складу Малиновського сільського округу виділено Караоткельський сільський округ. 2007 року округ отримав сучасну назву.

## Склад
До складу округу входять такі населені пункти:
| Населений пункт | Колишні назви | Населення, осіб (1989) | Населення, осіб (1999) | Населення, осіб (2009) | Населення, осіб (2021) |
| --------------- | ------------- | ---------------------- | ---------------------- | ---------------------- | ---------------------- |
| Акмол, село     | Малиновка     | 5286                   | 4835                   | 5711                   | 13400                  |
| Отеміс, село    | Родіоновка    | 371                    | 345                    | 432                    | 451                    |